# Забава злого духа
«Забава злого духа» (Arearea no varua ino) — картина Поля Гогена.
Оригинальное название картины «Arearea no varua ino» можно приблизительно перевести как «Забава злого духа». Arearea означает забава, озорная шутка, развлечение, а varua ino — злой дух, дьявол.
Гоген провел несколько лет на Таити, но эта картина была создана в течение двухлетнего периода, когда он жил в Париже.
На переднем плане изображены две женщины — сидящая и лежащая. За ними пейзаж разделён по диагонали на две части лежащим стволом дерева. Этот композиционный элемент Гоген часто использовал. Сзади слева стоит статуя богини Хины, а справа от неё — голубая маска. Вдалеке справа двое людей дерутся или танцуют.
Точная интерпретация картины не ясна, однако основная тема — это конфликт между жизнью, представленной богиней Хиной, и смертью, которую символизирует маска. Два красных фрукта между женщинами на переднем плане возможно символизируют искушение. Женщины поставлены перед выбором, в результате которого их ждёт либо вечная жизнь, либо смерть.
«Забава злого духа» перекликается символизмом с картиной «Дух мёртвых не дремлет» (Manao Tupapau, 1892) и одноимённой литографией (1894), а также картиной «Возле моря» (Fatata te miti, 1892), где Гоген использовал похожие декоративные элементы.
Картина была передана в Новую глиптотеку Карлсберга Хельгой Якобсен в 1927 году и в настоящий момент находится в 65-м зале Глиптотеки. Инвентарный номер MIN 1832.

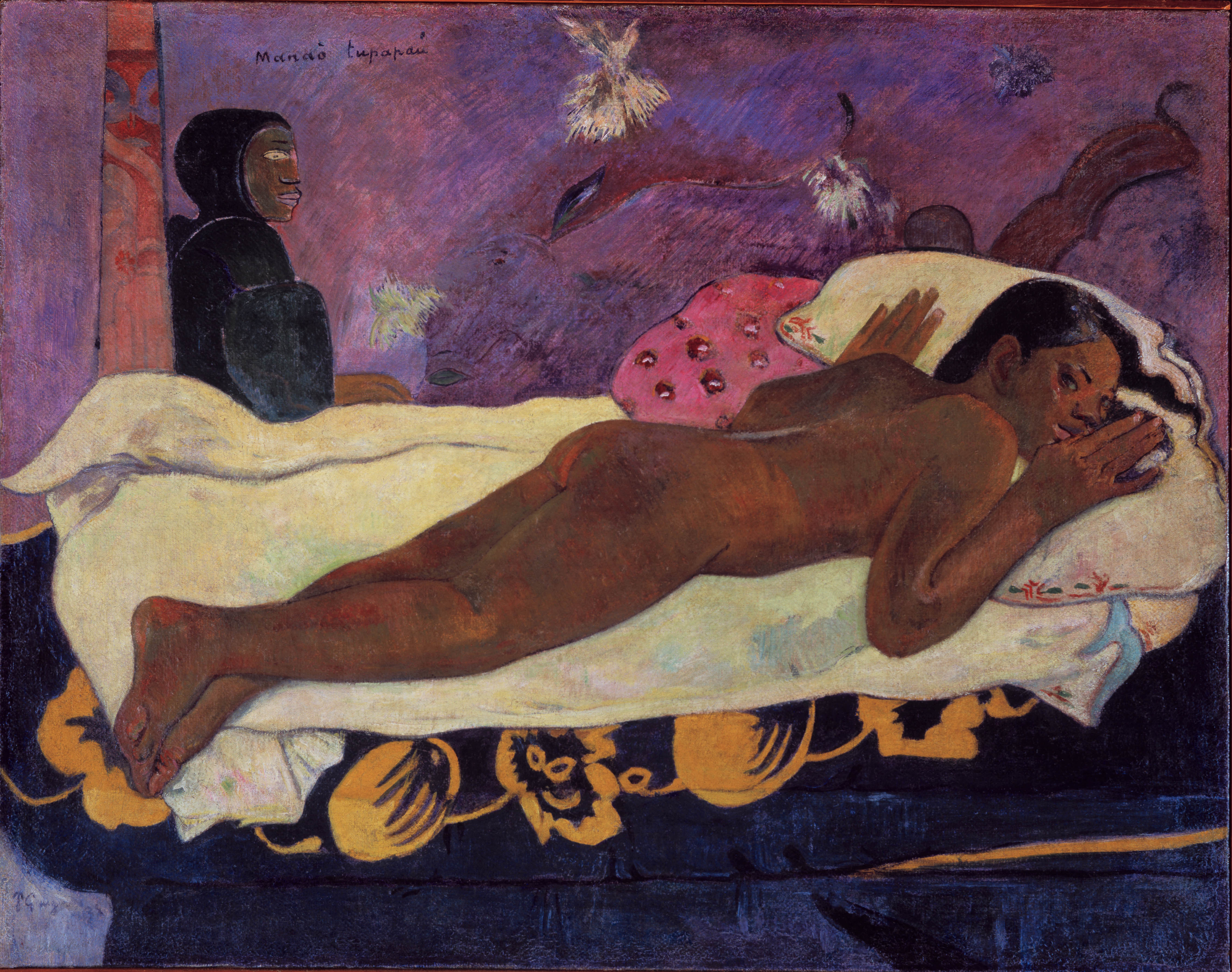
Дух мёртвых не дремлет
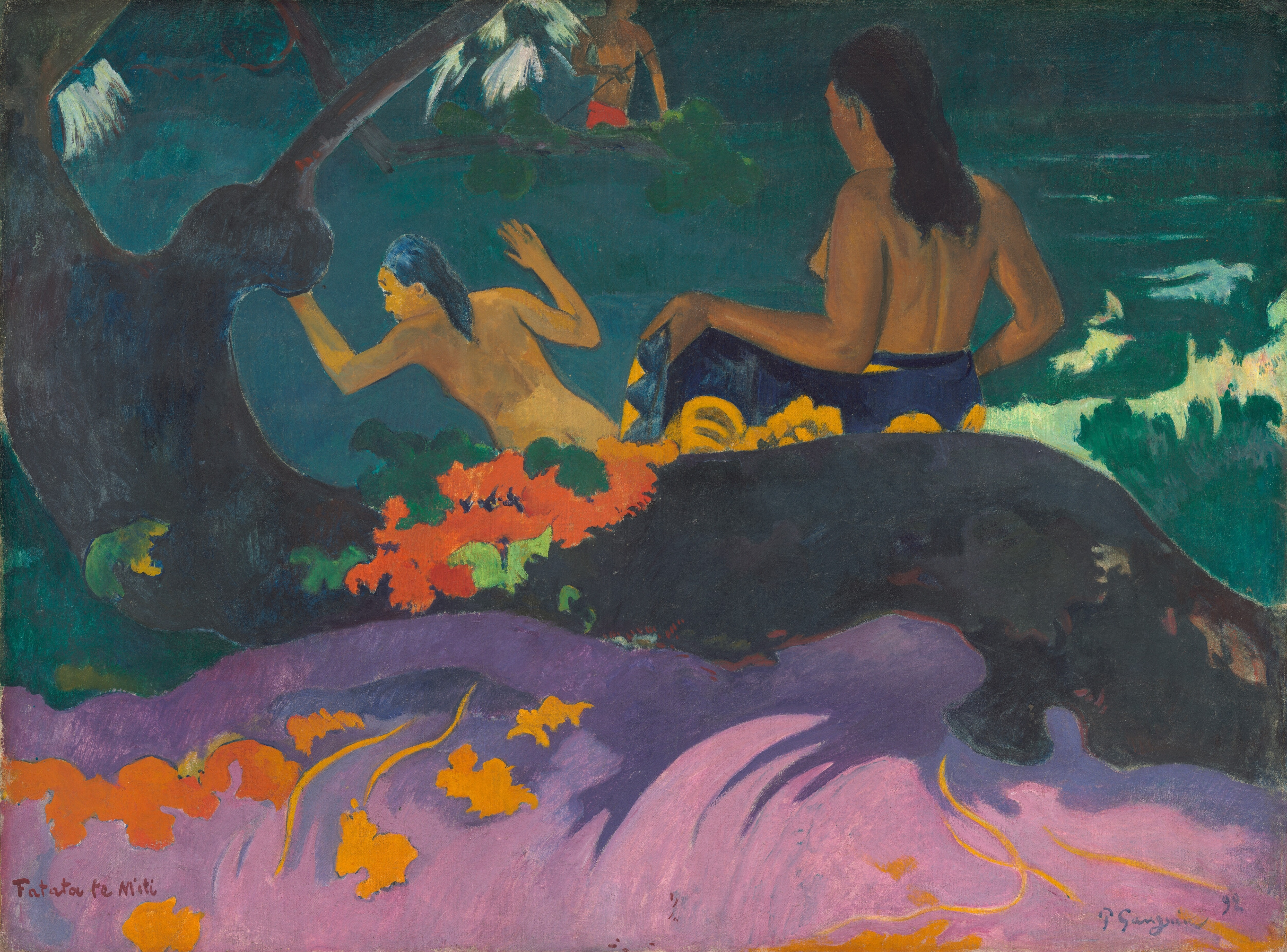
Возле моря